# سانسیویریا ارنبرگی
 سانسیویریا ارنبرگی(نام علمی: Sansevieria ehrenbergii) نام یک گونه از سرده سانسوریا است.